# Iljušin Il-28
Iljušin Il-28 (NATO naziv: Beagle) mlazni je bombarder koji se izvorno proizvodio u SSSR-u, a kasnije i u drugim zemljama. Il-28 bio je prvi sovjetski mlazni bombarder koji je ušao u masovnu proizvodnju te se procjenjuje da je ukupno proizvedeno oko 3.000 ovih zrakoplova u različitim inačicama (bombarder, izviđač i torpedni bombarder).

## Dizajn
Zrakoplov ima konvencionalan izgled trupa s krilima okomitim na trup, a ispod svakog se nalazi po jedan motor. Motori su bili centrifugalni turbo-mlazni Klimov VK-1 potiska od 36,5 kN koji su razvijen od britanskog Rolls-Roycea Nene te su imali električni starter. Kućišta motora sprijeda su bila šira, a na mjestu gdje se spajaju s krilima uža što im je omogućavalo bolji aerodinamičniji oblik, za razliku od ostalih tadašnjih zrakoplova koji su imali jednako široka kućišta. Il-28 je imao mogućnost i spajanja "RATO" raketnih potisnika koji su bili instalirani između krila i trupa, a korišteni su prilikom polijetanja s kratkih pista.
Nišan je smješten u nosu koji je izdužen, dok su u repnom dijelu smještene dvije 23mm strojnice. To ga čini sličnim srednjim bombarderima iz Drugog svjetskog rata, no kako istovremeno ima sjedala za katapultiranje, strjelaste stabilizatore i pilotsku kupolu, može se reći da je Il-28 kombinacija starijeg dizajna s novim karakteristikama i dodacima. Kako bi imao veći dolet, Il-28 je imao mogućnost ugradnje dodatnih spremnika za gorivo na krilima, što je bilo popularno rješenje tijekom 50-ih.
Pilot je sjedio u kabini nalik kabini lovačkog zrakoplova s poklopcem koji se otvarao prema desno. Navigator je u zrakoplov ulazio u prednjem dijelu kroz nos pomoću ljestvi, a repni topnik je ulazio na sličan način, samo kroz repni dio.
Trup je bio tubularnog oblika poput cijevi, sa staklenim nosom za dobru vidljivost prilikom bombardiranja, koja se polako sužava prema repnom dijelu gdje završava s kockastom staklenom kupolom stražnjeg topnika. Uz repni dio, strojnice su bile smještene i u nosnom dijelu no ove strojnice su se često uklanjale zbog potrebe za prostorom.
Za svoje vrijeme, Il-28 je bio dobro opremljen električnom opremom. Imao je jednostavni auto-pilot, automatski određivač smjera, radijske visinomjere, a navigator/bombarder je mete ciljao pomoću OPB-5S optičkog nišana te pomoću PSBN-M radarskog nišana kada je djelovao u uvjetima niske vidljivosti.

## Povijest korištenja
Il-28 se naveliko izvozio te je služio u zrakoplovstvima više od 20 zemalja. Izvozio se u države Varšavskog pakta, Bliskog istoka i Afrike. Egipat je bio jedan od prvih korisnika Ila-28 te su upravo ti egipatski zrakoplovi bili prioritet za uništenje od strane Izraela tijekom Sueske krize.
Il-28 se koristio 1956. tijekom sovjetske okupacije Mađarske vršeći izviđačke misije s jednim oborenim zrakoplovom. Pred kraj 1950-ih, Il-28 je uglavnom korišten za sekundarne misije poput vuče meta za vježbe PZO-a. Već na početku 1960-ih počinje povlačenje ovog zrakoplova te brojni završavaju u rezalištima, čak i oni koji su nedavno izašli iz tvornica te su imali samo nekoliko sati leta. No unatoč velikom broju povučenih jedinica, brojni su ostali u službi te su sudjelovali u okupaciji Čehoslovačke 1968., a u službi su ostali sve do 1980-ih.
Korišten je i u Vijetnamu te tijekom sovjetske invazije na Afganistan, no samo kratko vrijeme te je ubrzo povučen. Finska je koristila nekoliko Ilova-28 koji su nabavljeni između 1961. i 1966. te su konačno povučeni u 1980-ima. Na početku 1990-ih u raznim zemljama je bilo aktivno oko 300 ovih zrakoplova dok je danas jedini aktivni korisnik Ila-28 Sjeverna Koreja, koja u svom sastavu ima oko 80 zrakoplova.

### Kina
Uz SSSR, Kina je bila jedan od najvećih korisnika Ila-28 raspolažući s više stotina zrakoplova.
Kina je licencno proizvodila Il-28 pod nazivom H-5 te su povučeni tijekom 1990-ih. Prvi kineski proizvedeni Il-28 nosio je oznaku "H-5", poletio je u rujnu 1964., a početak proizvodnje započinje 1965. Proizvodnja Il-28UM trenera, kineske oznake HJ-5 započinje 1970., a nasljeđuje je i izviđačka inačica oznake "HZ-5".
Kineski Il-28 bili su spremni za djelovanje već pred kraj Korejskog rata, no nema podataka da su i aktivno sudjelovali u borbenim misijama. Kina ih je ponovno koristila 1959. tijekom invazije na Tibet, a korišteni su za izviđanje, s tim da ih je nekoliko navodno i oboreno.
1966. jedan je kineski Il-28 (s cijelom posadom) prebjegao na Tajvan, no prilikom slijetanja na pistu koja nije bila dovoljno duga, došlo je do nezgode u kojoj su ozlijeđena sva tri člana posade, a repni topnik je preminuo sljedeći dan od posljedica ozljeda. Navodno je zrakoplov kasnije obnovljen te je ponovno stavljen u službu.

### Kuba
U rujnu 1962. SSSR je poslao balističke projektile I 42 Il-28N na Kubu, te su oni dobili kubanske oznake iako su s njima trebali pilotirati sovjetski piloti. Razlog ovog razmještanja je postavljanje američkih raketa u Turskoj koje su mogle pogoditi Moskvu. Posljedica svega ovoga je bila kubanska blokada.
Nakon "stišavanja" krize, SSSR u znak "dobre volje" povlači Il-ove 28, no kako su mnogi tijekom djelovanja na Kubi bili potpuno nezaštićeni od vremenskih uvjeta, većina ih je u SSSR-u odbačena zbog korozije i lošeg održavanja. 

### Egipat
Što se tiče Afrike, Egipat je bio najveći korisnik Iljušina Il-28, upravljajući s otprilike 70 zrakoplova uglavnom čehoslovačke proizvodnje. Prve jedinice su stigle neposredno prije Bliskoistočnog rata 1956., no nisu sudjelovali u borbi jer egipatski piloti nisu bili obučeni da upravljaju takvim zrakoplovima. Dobar dio rata su proveli u susjednim zemljama kako bi izbjegli uništenje od strane izraelskih bombardiranja.
Egipatski Iljušini su prvi put korišteni u borbenim uvjetima tijekom Šestodnevnog rata u lipnju 1967. no nisu imali velikog uspjeha. Kako su predstavljali veliku prijetnju izraelskim gradovima, Izraelsko ratno zrakoplovstvo ih je svrstalo u prioritete te ih je većina uništena još na tlu. Oni koji su i uspjeli poletjeti, su ubrzo uništeni zbog izraelaske zračne nadmoći.
Zadnji sukob u kojem su korišteni od strane Egipta je Jomkipurski rat 1973., kada su dosta uspješno djelovali te su često izvodili misije izviđanja iznad neprijateljskog teritorija.
Nakon rata su ubrzo povučeni zbog svoje starosti.

### Afganistan
Zadnja borbena služba Iljušina bila je u Afganistanu tijekom sovjetskog upada. Komunistička afganistanska vlada koristila ih je protiv Mudžahedina u jurišnim misijama s velikim uspjehom. Posebno se iskazala repna strojnica koja je štitila zrakoplov paljbom na mudžahedinske položaje jednom kad bi zrakoplov preletio njihov položaj. Nijedan nije oboren tijekom borbenog leta, no svi su uništeni 1985. kada su mudžahedini, potpomognuti s nekim iznutra, postavili eksplozive na zrakoplove dok su bili na pisti.

## Inačice

### Il-28U
Od kad se prvi put masovno pojavio Il-28, javila se potreba za razvojem školske inačice za obuku i preobuku pilota. Radovi na školskoj inačici oznake Il-28U (U-"uchebniy" trener) započinju pred kraj 1949. sa standardnim Ilom-28 koji je preuzet iz tvornice kako bi se modificirao u prototip. S novom trenesrkom konfiguracijom poletio je 18. ožujka 1950. s pilotom Vladimirom Kokkinakijem.
Il-28U je imao dodatni kokpit za instruktora, a nalazio se u izmijenjenom nosnom dijelu, dok je učenik sjedio u standardnom kokpitu. Borbeni sustavi poput radara i strojnica su uklonjeni te je unatoč svim modifikacijama ostao sličan izvornoj inačici glede osobina. Javnosti je prvi put prikazan u paradi 1950. te je dobio NATO naziv "Mascot", a u službi je ostao sve do 70-ih (zemlje istočnog bloka).

### Il-28R
Radovi na izviđačkoj inačici, Il-28R započinju uskoro nakon razvoja školske. Prvi prototip je prvi put poletio 19. travnja 1950.
Il-28R je imao kameru i prateću opremu smještenu u prostoru za bombe, te specijalnu kameru s lijeve strane u repnom dijelu. Mogao je nositi kamere za dnevne ili noćne misije te 12 bljeskalica za osvjetljavanje prilikom noćnih misija. Količina goriva je povećana ugradnjom većih unutarnjih spremnika te dodavanjem spremnika na vrhovima krila. Povećana težina je rezultirala i težim polijetanjem i slijetanjima pa su dizajneri ojačali podvozje kako bi izdržalo veće stresove.
Strojnica je zadržana samo u repnom dijelu a bombardersko navigacijski radar se ostavljao sam u nekim situacijama. Proizvodnja je odobrena 1951. te uskoro ulazi u proizvodnju.

### Il-28T
Kako dotadašnje inačice Il-28 nisu zadovoljavale potrebe sovjetske ratne mornarice, otpočeo je razvoj posebne verzije koja će dobit oznaku Il-28T. Nova inačica je imala veći prostor za bombe, krilo pomaknuto prema nazad kako bi zrakoplov bio stabilan, modificiran nosni dio namijenjen sustavu za ciljanje torpeda. Uz to uklonjena je prednja strojnica te je količina unutarnjeg goriva smanjena, ali i kompenzirana dodavanjem spremnika na vrhovima krila.
Il-28N je sad mogao ponijeti bombe, rakete, ali i konvencionalna torpeda te morske mine. Dva prototipa su izrađena modifikacijom prijašnjih modela, prvi put su poletjeli 8. siječnja 1951., a u ograničenu proizvodnju ulazi na ljeto 1951.

### Pregled svih inačica
- Il-28 – trosjedni bombarder
- Il-28D – dalekometni nuklearni bombarder
- Il-28R – trosjedni taktički izvidnik
- Il-28REB – inačica namijenjena za elektronsko ratovanje i ometanje
- Il-28RTR – inačica za elektronsko izviđanje
- Il-28S – inačica sa strjelastim krilima. Projekt nije zaživio
- Il-28Sh - prijedlog za blisku podršku
- Il-28T – torpedni bombarder za rusku mornaricu
- Il-28U – školski
- Il-28LL - ograničena inačica za testiranje sjedala za katapultiranje
- Il-28ZA – inačica za prikupljanje atmosferskih uzoraka
- H-5 – kineska bombarderska inačica
- HJ-5 – kineska školska inačica
- B-228 – osnovni Il-28 proizveden u Čehoslovačkoj
- CB-228 – Il-28U koji se licencno proizvodio u Čehosovačkoj

## Nasljednici
Iljušin je nekoliko puta pokušavao razviti dosta napredniju inačicu Ila-28, no svi pokušaji su završili neuspješno.  

### Il-28RM
Prvi pokušaj je uključivao ugradnju novijih i snažnijih Klimov VK-5, koji su imali sličnu konfiguraciju kao i VK-1, ali su stvarali veći potisak. Uskoro je izrađen izvidnički prototip s VK-5 motorima oznake Il-28RM te je poletio 1953. Pratili su ga i bombarderske te torpedne inačice s novim motorima, no kako VK-5 motori nikada nisu ušli u masovnu prozvodnju, projekt je propao.

### Il-46
Iljušin je pokaušao izraditi i bombardersku inačicu koja je trebala biti dosta teža i veća od Ila-28, a projekt je nazvan Il-46. Izgledom je dosta podsjećao izvornom Iljušinu, ali je zapravo bio dvostruko teži, dužine 25,32 m te raspona krila od 29 m.
Osim dimenzija postojale su i druge razlike. Ila-46 su pokretala dva Lyulka AL-5 motora pritom razvijajući potisak od 49,0 kN, a imao je i redizajnirani pilotski kokpit.
Prvi, a ujedno i jedini prototip je poletio 3. ožujka 1952. no nikada nije primljen u službu.

### Il-54
Kao i Il-28, Il-46 je trebao imati krila pod pravim kutom u odnosu na trup, no Iljušin je razmišljao i o inačici sa strijelastim krilima. Naziv te predložene inačice je Il-54 a imala je: strijelasta krila, "bicikl" podvozje (dvostruki kotači u prednjem i stražnjem dijelu zrakoplova) te novije Lyulka AL-7 turbo-mlazne motore a svaki je mogao razviti potisak od 63,8 kN. Navodno je bio dvostruko teži od Ila-28 te je imao raspon krila od 17,8 m i dužinu od 21,8.
Vjeruje se da je Il-54 svoj prvi let imao 1955. te da je bio sposoban postići visoke subsonične brzine, s tim da su Sovjeti tvrdili da može probiti brzinu zvuka na većoj visini. Unatoč puno boljim karakteristikama od svojih prethodnika, ni Il-54 nije primljen u službu.

## Korisnici
- Afganistan
- Albanija
- Alžir
- Bugarska
- NR Kina
- Kuba
- Čehoslovačka
- Njemačka Demokratska Republika
- Egipat
- Finska
- Mađarska
- Indonezija
- Irak
- Maroko
- Sjeverna Koreja
- Jemen
- Nigerija
- Poljska
- Rumunjska
- Somalija
- Jemen
- SSSR
- Sirija
- Vijetnam

## Tehničke karakteristike
Osnovne karakteristike
- dužina: 17,60 m
- raspon krila: 21,50 m
- površina krila: 60,8 m2
- visina: 6,70 m

Letne karakteristike
- najveća brzina: 900 km/h
- dolet: 2.180 km
- brzina penjanja: 900 m/min
- najveća visina leta: 12.300 m
- specifično opterećenje krila: 291 kg/m2
- motor: 2× Klimov VK-1 turbomlazna motora

## Naoružanje
Strojnice
- 2-4 x Nudelman NR-23 (dvije u nosu i dvije u repu)

Bombe, torpeda i rakete
- 3,000 kg konvencionalnih bombi
- Nuklearno naoružanje (Il-28N)
- 1 veliki ili 2 manja torpeda.
- 1 x UB-2F Čajka radio navođena raketa.

## Poveznice
|  | Zajednički poslužitelj ima stranicu o temi Iljušin Il-28    |
|  | Zajednički poslužitelj ima još gradiva o temi Iljušin Il-28 |